# Circuit de la Meuse
Le Circuit de la Meuse est une course cycliste belge, organisée de 1935 à 1962 à Liège en région wallonne.

## Palmarès
| Année     | Vainqueur           | Deuxième                | Troisième              |
| --------- | ------------------- | ----------------------- | ---------------------- |
| 1935      | Jozef Hamal         | Antonio Fabris          | Emiel Vandepitte       |
| 1936      | Cyriel Dubois       | Oscar De Meulenaere     | ? Verbeeck             |
| 1937      | François De Donder  | Willy Van Parijs        | Willem Verschakelen    |
| 1938      | Leopold Verschueren | Albert Van Laecke       | Arthur Vandebinderie   |
| 1939      | Jef Onckelinx       | Constant Verschueren    | Eugène Van den Bossche |
| 1940-1949 | Pas organisé        | Pas organisé            | Pas organisé           |
| 1950      | Frederik Vermeiren  | Emiel Vets              | Jozef De Feyter        |
| 1951      | Frans De Prycker    | Frans Van den Vonder    | François Cabut         |
| 1952      | François Cabut      | Karel Borgmans          | Jos Donders            |
| 1953      | Frans Schoubben     | Carolus Van Geel        | Marcel Janssens        |
| 1954      | Frans Schoubben     | Joseph Havelange        | Julien Cools           |
| 1955-1956 | Pas organisé        | Pas organisé            | Pas organisé           |
| 1957      | René Muylle         | Théo Dingens            | Aimé Van Avermaet      |
| 1958      | Willy Butzen        | Guillaume Van Tongerloo | Frans Aerenhouts       |
| 1959      | Alfons Sweeck       | Willy Dubart            | André Bar              |
| 1960      | José Collette       | Kamiel Lamote           | Etienne Debaar         |
| 1961      | Sylvain Henckaerts  | Théo Nys                | Roger Verlee           |
| 1962      | Roland Aper         | François Geeraerts      | Albert Delahaye        |